# Marco Maciel
Marco Antônio de Oliveira Maciel (Recife, 21 luglio 1940 – Brasilia, 12 giugno 2021) è stato un politico brasiliano.

## Biografia
Laureato presso l'Università federale di Pernambuco, fu vicepresidente del Brasile dal 1º gennaio 1995 al 1º gennaio 2003. Fu membro dell'Accademia brasiliana delle lettere.
Maciel è morto nel giugno del 2021 per complicazioni da Covid-19.